# Пасифік-Рім (національний парк)
Національний парк Пасифик-Рим «Край на Тихого Океана» (англ. Pacific Rim National Park Reserve, фр. Réserve de parc national de Pacific Rim) — національний парк Канади, заснований у 1970 році в провінції Британська Колумбія.
Парк площею 511 км² розташований на південно-західному узбережжі острова Ванкувера — парк складається з трьох окремих частин — Лонг Біч («Довгий Пляж») (англ. Long Beach), Острови Брокен Груп (англ. Broken Group Islands) і Вест-Кост-Трейл «Стежка Західного Узбережжя» (англ. West Coast Trail).
Вест-Кост-Трейл — найпопулярніша туристична ділянка парку, стежка 75 км завдовжки.